# Paul Speratus
Paul Speratus était un prêtre catholique puis pasteur luthérien né le 13 décembre 1484 à Röhlingen, maintenant un quartier d'Ellwangen et décédé le 12 août 1551 à Marienwerder.

## Biographie
Probablement né dans une famille aisée, il a latinisé son patronyme qui serait plutôt Spreter, Hoffer ou Offer. Ses études de médecine, de droit, de théologie et de philosophie le conduisirent à Fribourg, Paris, Vienne et en Italie. En 1506, il est nommé prêtre de l'évêché d'Augsbourg. En 1517, Speratus écrit un poème louant Johann Eck, un fervent catholique contempteur de la doctrine luthérienne naissante. À partir de 1520, il devient de plus en plus sensible aux idées du réformateur et obtient un poste de prédicateur à la cathédrale de Salzbourg puis à Würzburg. Il se marie et commence ainsi a subir les foudres de sa hiérarchie. À partir de 1521, Speratus est contraint de se réfugier en Moravie mais en 1522 une excommunication vient sanctionner son entêtement vis-à-vis de Rome et en 1523 il est condamné au bûcher et jeté en prison. C'est à ce moment qu'il écrit son célèbre cantique "Es ist das Heil uns kommen son" que Johann Sebastian Bach utilisera pour sa cantate BWV 9. Le jeune empereur prend fait et cause pour lui et lui rend sa liberté à condition de quitter la Moravie. Il arrive alors à  Wittenberg et prend contact avec Luther qui voit en lui un possible ardent propagateur de la réforme. Speratus finira sa vie comme premier évêque de luthérien de Pomésanie à Marienwerder, dans l'actuelle Pologne.
Outre la cantate BWV 9, Johann Sebastian Bach a puisé dans ses hymnes pour 3 autres cantates : BWV 86, 155 et 186.

## Littérature
- Martin Graf: Paul Speratus, le réformateur Altpreußens, l'évêque protestant de Pomesania. Ev. Librairie, Königsberg 1917
- Bernhard Rogge: . Speratus Paul, un héraut de l'Évangile, en Moravie et réformateur du duché de Prusse (= Pour les fêtes et les amis de la Gustav-Adolf-Verein, n ° 9). Petit, Barmen 1885, 2e édition 1888
- Paul Tschackert: Paul Speratus de Rötlen, pasteur protestant de Pomesania dans Marienwerderstraße . (= Rubriques de la Société pour la Réforme Histoire, n ° 33). Association pour la Réforme Histoire, Hall; Niemeyer, Halle 1891
- Heinz Vonhoff: Il est le salut de nous viennent. Sur les traces de Paul Speratus . (= Pierre bibliothèque de tête, vol 20). Steinkopf, Stuttgart 1984,  (ISBN 3-7984-0460-7)
- Wilhelm Wittgenstein: Il est le salut de nous viennent. . Speratus Paul (= Comment notre livre de cantiques était, numéro 4). L'appelant, Gütersloh 1946, réimpression 1948
- Paul Tschackert :  Speratus, Paul . Dans: Allemand général Biographie (BAD). Volume 35, Duncker & Humblot, Leipzig 1893, p. 123–135.
- Sigrid Pouliches Reuter:  Speratus, Paul. Dans: encyclopédie de l'église biographique-bibliographique (BBKL). Volume 10, Bautz, Herzberg 1995,  (ISBN 3-88309-062-X), Sp. 973-975.

## Sources
http://www.bach-cantatas.com/